# Stove (Shetland)

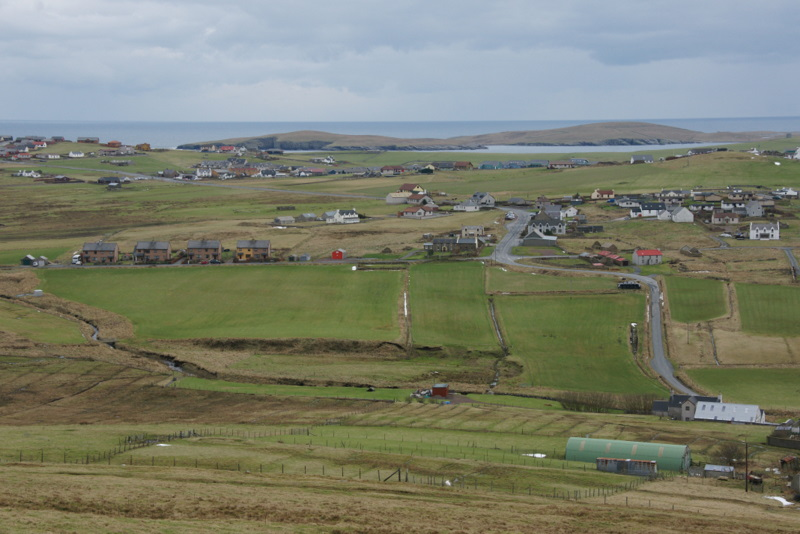
Blick auf Stove

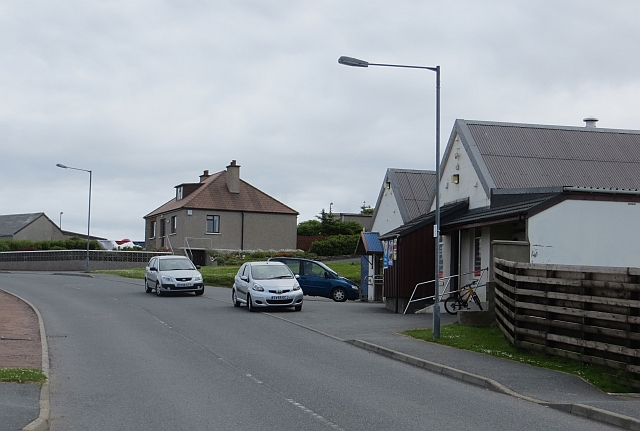
Post und Geschäft in Stove

Stove ist eine Ortschaft, die in Schottland im Süden der Shetlandinseln liegt.

## Geographie
Stove liegt im Süden von Mainland in der Nähe der östlichen Küste. Nach Hoswick sind es 400 Meter im Westen. Weitere Ortschaften in der Nähe sind Cumlewick im Süden, Sandwick im Osten und Leebitten im Nordosten. In Stove steht seit 1984 die weiterführende Mittelschule für 270 Kinder von Sandwick.

## Historisches
Im Rahmen der historischen Gliederung Schottlands in Civil Parishes zählt Stove zu Dunrossness.